# Puškařovská stoka
Puškařovská stoka, nazývaná též Puškařovská strouha či Rovinský příkop nebo Ebmetský příkop, původně (německy Ebmetgraben), je vodní tok ve Slavkovském lese v okrese Sokolov v Karlovarském kraji. Není to přirozená vodoteč, nýbrž umělý vodní kanál, vybudovaný v 16. století pro potřeby báňských provozů, zejména pro pohon vodních kol důlních čerpadel, drtících stoup a rudních mlýnů.
Je pravostranným přítokem Stříbrného potoka. Délka toku měří 5,8 km.

## Průběh toku
Puškařovská stoka odtéká z Komářích rybníků (Komáří a Nový rybník), propojených koryty s mohutnými kamennými zdmi. Výše položený Komáří rybník nemá žádnou spodní výpusť a voda odtéká přelivem pouze do jednoho kamenného koryta. Spodní rybník (Nový rybník) má požerák v nefunkčním stavu a z důvodu nemožnosti manipulace dodává do Puškařovské stoky jen nepatrné množství vody. Trasa koryta vede z počátku severním směrem, později východním směrem. V místě křížení se Stříbrným potokem, přibližně po 500 až 700 m pod Novým rybníkem, se voda z koryta po většinu roku vytrácí a nebo ji odvádí Stříbrný potok. Vlastní koryto stoky není dlouhodobě udržováno, na mnoha místech bez vody postupně zarůstá trávou a náletovými dřevinami. Jen po silných deštích se koryto částečně zaplní.
Trasa koryta směřuje k Hornímu Slavkovu a stáčí se na severozápad. Nedaleko bývalé uranové šachty č. 8 křižuje naučnou stezku s pojmenováním Uranová Golgota. Informační panel č. 7 naučné stezky, označený jako Puškařovská stoka se věnuje Puškařovské stoce a vodnímu režimu v oblasti.
Nad rybníčkem Puleček, využívaným jako přírodní koupaliště, se vlévá zprava do Stříbrného potoka.

## Historie
Stavba Puškařovské stoky úzce souvisí s těžbou cínu ve Slavkovském lese. Dobývání cínové rudy a její zpracování v úpravárenských provozech se neobejde bez vody. Proto bylo nutné zajistit dostatek vody.
V počáteční fázi ve 13. a 14. století ještě postačoval průtok menších potoků v okolí. Spotřeba vody s rostoucí těžbou však prudce stoupala. Její nedostatek se projevoval zejména v suchých letních obdobích, a proto bylo nutné využít vzdálenějších vodních zdrojů z náhorních rašelinišť. Soudě podle kupní smlouvy z roku 1408 lze usuzovat, že první vodní kanál byl zřízen někdy koncem 14.  století. Ze smlouvy však nelze vyčíst, zda skutečně přiváděl vodu až do míst báňské těžby nebo sloužil jen pro potřeby rýžování v okolí Pramenů. Teprve další smlouva z roku 1499 uzavřená mezi slavkovskými těžaři a majiteli panství Pluhy z Rabštejna potvrzuje existenci vodního příkopu až do Slavkovského údolí. Záhy se však ukázalo, že ani tento vodní tok nepostačuje pro potřeby rychlého růstu báňských provozů. Bylo potřeba vybudovat další posilující zdroj. Proto se začalo se stavbou Puškařovské stoky, jejíž stavba byla dokončena pravděpodobně roku 1514. Vodní dílo je tedy starší, než známější Dlouhá stoka, vybudovaná v letech 1531 až 1536. Jako rezervoáry vody sloužily Mückenberský (Komáří) a Nový rybník, posilované potoky Mückenberský a Söckelbach (oba dnes bezejmenné). Na dolním toku byl vybudován rybník Ebmet.
Krátce po konci druhé světové války zabrala území armáda a vzniknul zde vojenský výcvikový prostor. Ve stejnou dobu přišli do stejného území i prospektoři hledat uranovou rudu. Následovala otvírka uranových ložisek a těžba uranové rudy. Během několika let těžby uranové rudy bývalými Uranovými doly Jáchymov byla Puškařovská stoka na mnoha svých úsecích zničena. V kronice města Horní Slavkov se píše, že z Puškařovské strouhy od jámy č. 8 vedla voda potrubím až k nádraží pro napájení lokomotiv. Systém byl zlikvidován, když se šachta č. 8 prostřelila komínem rovnou do vodojemu. Na Puškařovské stoce ležel rybník Ebmet a byl slavkovským koupalištěm. Dále se v kronice píše, že odstřelením čepu rybníka byla zlikvidována i plovárna na Ebmetu.
Město Horní Slavkov zpracovalo projekt na obnovu Puškařovské stoky. Cílem realizace projektu je obnovení významného technického díla, dokladujícího um našich předků, a zajištění dostatku vody v přírodním koupališti Puleček, využívaným obyvateli Horního Slavkova.